# Timbaland/Diskografie
Diese Diskografie ist eine Übersicht über die musikalischen Werke des US-amerikanischen Rappers und Produzenten Timbaland. Den Quellenangaben und Schallplattenauszeichnungen zufolge hat er bisher mehr als 171,5 Millionen Tonträger verkauft, davon über 9,3 Millionen allein in Deutschland, damit zählt er zu den Interpreten mit den meisten verkauften Tonträgern in Deutschland. Seine erfolgreichste Veröffentlichung ist die Single Promiscuous mit mehr als 12 Millionen verkauften Einheiten. In Deutschland avancierte Apologize zum Millionenseller und zählt damit zu den meistverkauften Singles des Landes der 2000er-Jahre.

## Alben

### Studioalben
| Jahr | Titel Musiklabel                                           | Höchstplatzierung, Gesamtwochen, AuszeichnungChartplatzierungen (Jahr, Titel, Musiklabel, Platzierungen, Wochen, Auszeichnungen, Anmerkungen) | Höchstplatzierung, Gesamtwochen, AuszeichnungChartplatzierungen (Jahr, Titel, Musiklabel, Platzierungen, Wochen, Auszeichnungen, Anmerkungen) | Höchstplatzierung, Gesamtwochen, AuszeichnungChartplatzierungen (Jahr, Titel, Musiklabel, Platzierungen, Wochen, Auszeichnungen, Anmerkungen) | Höchstplatzierung, Gesamtwochen, AuszeichnungChartplatzierungen (Jahr, Titel, Musiklabel, Platzierungen, Wochen, Auszeichnungen, Anmerkungen) | Höchstplatzierung, Gesamtwochen, AuszeichnungChartplatzierungen (Jahr, Titel, Musiklabel, Platzierungen, Wochen, Auszeichnungen, Anmerkungen) | Anmerkungen                             |
| Jahr | Titel Musiklabel                                           | DE | AT | CH | UK | US | Anmerkungen                             |
| ---- | ---------------------------------------------------------- | --- | --- | --- | --- | --- | --------------------------------------- |
| 1998 | Tim’s Bio: Life from da Bassment Blackground Records (WMG) | — | — | — | — | US41 (15 Wo.)US | Erstveröffentlichung: 24. November 1998 |
| 2007 | Shock Value Blackground Records (UMG)                      | DE5 Platin · (60 Wo.)DE | AT1 Gold · (47 Wo.)AT | CH5 Platin · (58 Wo.)CH | UK2 ×3Dreifachplatin · (73 Wo.)UK | US5 Platin · (53 Wo.)US | Erstveröffentlichung: 30. März 2007     |
| 2009 | Shock Value II Blackground Records (UMG)                   | DE15 Gold · (25 Wo.)DE | AT23 (18 Wo.)AT | CH5 Gold · (20 Wo.)CH | UK25 Gold · (28 Wo.)UK | US36 (26 Wo.)US | Erstveröffentlichung: 4. Dezember 2009  |

### Kollaboalben
| Jahr | Titel                     | Höchstplatzierung, Gesamtwochen, AuszeichnungChartplatzierungen (Jahr, Titel, Platzierungen, Wochen, Auszeichnungen, Anmerkungen) | Höchstplatzierung, Gesamtwochen, AuszeichnungChartplatzierungen (Jahr, Titel, Platzierungen, Wochen, Auszeichnungen, Anmerkungen) | Höchstplatzierung, Gesamtwochen, AuszeichnungChartplatzierungen (Jahr, Titel, Platzierungen, Wochen, Auszeichnungen, Anmerkungen) | Höchstplatzierung, Gesamtwochen, AuszeichnungChartplatzierungen (Jahr, Titel, Platzierungen, Wochen, Auszeichnungen, Anmerkungen) | Höchstplatzierung, Gesamtwochen, AuszeichnungChartplatzierungen (Jahr, Titel, Platzierungen, Wochen, Auszeichnungen, Anmerkungen) | Anmerkungen                                       |
| Jahr | Titel                     | DE | AT | CH | UK | US | Anmerkungen                                       |
| ---- | ------------------------- | --- | --- | --- | --- | --- | ------------------------------------------------- |
| 1997 | Welcome to Our World      | — | — | — | — | US33 Platin · (37 Wo.)US | Erstveröffentlichung: 28. Oktober 1997 mit Magoo  |
| 2001 | Indecent Proposal         | — | — | — | — | US29 (14 Wo.)US | Erstveröffentlichung: 20. November 2001 mit Magoo |
| 2003 | Under Construction Part 2 | DE75 (2 Wo.)DE | — | — | — | US50 (3 Wo.)US | Erstveröffentlichung: 18. November 2003 mit Magoo |

### Mixtapes
- 2015: King Stays King
- 2018: Drop

## Singles

### Als Leadmusiker
| Jahr | Titel Album                                | Höchstplatzierung, Gesamtwochen, AuszeichnungChartplatzierungen (Jahr, Titel, Album, Platzierungen, Wochen, Auszeichnungen, Anmerkungen) | Höchstplatzierung, Gesamtwochen, AuszeichnungChartplatzierungen (Jahr, Titel, Album, Platzierungen, Wochen, Auszeichnungen, Anmerkungen) | Höchstplatzierung, Gesamtwochen, AuszeichnungChartplatzierungen (Jahr, Titel, Album, Platzierungen, Wochen, Auszeichnungen, Anmerkungen) | Höchstplatzierung, Gesamtwochen, AuszeichnungChartplatzierungen (Jahr, Titel, Album, Platzierungen, Wochen, Auszeichnungen, Anmerkungen) | Höchstplatzierung, Gesamtwochen, AuszeichnungChartplatzierungen (Jahr, Titel, Album, Platzierungen, Wochen, Auszeichnungen, Anmerkungen) | Anmerkungen                                                                                    |
| Jahr | Titel Album                                | DE | AT | CH | UK | US | Anmerkungen                                                                                    |
| --- | ------------------------------------------ | --- | --- | --- | --- | --- | ---------------------------------------------------------------------------------------------- |
| 1997 | Up Jumps Da’ Boogie Welcome to Our World   | — | — | — | — | US12 Gold · (20 Wo.)US | Erstveröffentlichung: 23. September 1997 mit Magoo feat. Missy „Misdemeanor“ Elliott & Aaliyah |
| 1998 | Clock Strikes (Remix) Welcome to Our World | — | — | — | — | US37 (14 Wo.)US | mit Magoo feat. Mad Skillz                                                                     |
| 1998 | Here We Come Life from da Bassment         | — | — | — | UK43 (2 Wo.)UK | US92 (4 Wo.)US | Erstveröffentlichung: 1998 feat. Magoo, Missy „Misdemeanor“ Elliott & Darryl Pearson           |
| 1999 | Lobster & Scrimp Life from da Bassment     | — | — | — | UK48 (2 Wo.)UK | — | Erstveröffentlichung: 21. Mai 1999 feat. Jay-Z                                                 |
| 2003 | Cop That Shit Under Construction, Part II  | — | — | CH82 (3 Wo.)CH | UK22 (3 Wo.)UK | US95 (2 Wo.)US | Erstveröffentlichung: 29. September 2003 mit Magoo feat. Missy Elliott                         |
| 2007 | Give It to Me Shock Value                  | DE3 ×3Dreifachgold · (27 Wo.)DE | AT3 (34 Wo.)AT | CH6 Platin · (49 Wo.)CH | UK1 Platin · (35 Wo.)UK | US1 ×3Dreifachplatin · (26 Wo.)US | Erstveröffentlichung: 6. April 2007 feat. Nelly Furtado & Justin Timberlake                    |
| 2007 | The Way I Are Shock Value                  | DE5 ×5Fünffachgold · (34 Wo.)DE | AT4 (36 Wo.)AT | CH3 Platin · (48 Wo.)CH | UK1 ×3Dreifachplatin · (45 Wo.)UK | US3 ×3Dreifachplatin · (38 Wo.)US | Erstveröffentlichung: 9. Juli 2007 feat. Keri Hilson, D.O.E. & Sebastian                       |
| 2007 | Throw It on Me Shock Value                 | — | — | — | — | — | Erstveröffentlichung: August 2007 feat. The Hives; nur in Australien                           |
| 2007 | Apologize Shock Value / Dreaming Out Loud  | DE1 ×9Neunfachgold · (58 Wo.)DE | AT1 ×2Doppelplatin · (35 Wo.)AT | CH1 ×3Dreifachplatin · (89 Wo.)CH | UK3 ×3Dreifachplatin · (46 Wo.)UK | US2 ×4Vierfachplatin · (47 Wo.)US | Erstveröffentlichung: 6. November 2007 Timbaland presents OneRepublic                          |
| 2008 | Scream Shock Value                         | DE9 (12 Wo.)DE | AT18 (16 Wo.)AT | CH45 (12 Wo.)CH | UK12 Silber · (18 Wo.)UK | — | Erstveröffentlichung: 7. März 2008 feat. Keri Hilson & Nicole Scherzinger                      |
| 2009 | Morning After Dark Shock Value II          | DE6 Gold · (24 Wo.)DE | AT12 (21 Wo.)AT | CH20 (18 Wo.)CH | UK6 Silber · (15 Wo.)UK | US61 (2 Wo.)US | Erstveröffentlichung: 26. Oktober 2009 feat. Nelly Furtado & SoShy                             |
| 2009 | Say Something Shock Value II               | — | — | — | — | US23 (20 Wo.)US | Erstveröffentlichung: 3. November 2009 feat. Drake                                             |
| 2009 | Carry Out Shock Value II                   | DE42 (3 Wo.)DE | AT57 (2 Wo.)AT | CH80 (1 Wo.)CH | UK6 Gold · (19 Wo.)UK | US11 (26 Wo.)US | Erstveröffentlichung: 1. Dezember 2009 feat. Justin Timberlake                                 |
| 2010 | If We Ever Meet Again Shock Value II       | DE9 Gold · (17 Wo.)DE | AT10 (22 Wo.)AT | CH7 Gold · (23 Wo.)CH | UK3 Silber · (18 Wo.)UK | US37 (18 Wo.)US | Erstveröffentlichung: 15. Februar 2010 feat. Katy Perry                                        |
| 2010 | Marchin’ On Shock Value II                 | DE6 Gold · (33 Wo.)DE | AT7 Gold · (23 Wo.)AT | CH37 (13 Wo.)CH | — | — | Erstveröffentlichung: 18. Juni 2010 mit OneRepublic                                            |
| 2011 | Pass at Me –                               | DE27 (6 Wo.)DE | — | — | UK40 (2 Wo.)UK | — | Erstveröffentlichung: 13. September 2011 feat. Pitbull                                         |
| 2012 | Hands in the Air Step Up Revolution OST    | DE37 (5 Wo.)DE | AT38 (4 Wo.)AT | CH26 (3 Wo.)CH | — | — | Erstveröffentlichung: 17. August 2012 feat. Ne-Yo                                              |
| 2013 | Know Bout Me –                             | — | — | — | — | — | Erstveröffentlichung: 21. November 2013 feat. Jay-Z, Drake & James Fauntleroy                  |
| 2023 | Keep Going Up –                            | DE— aDE | — | — | — | US84 (1 Wo.)US | Erstveröffentlichung: 1. September 2023 feat. Nelly Furtado & Justin Timberlake                |
| Folgende Lieder erschienen nicht als Single, wurden aber durch das Album zum Download und Streaming bereitgestellt und konnten somit eine Platzierung erlangen: |                                            | | | | | |                                                                                                |
| |                                            | | | | | |                                                                                                |
| 2007 | Release Shock Value II                     | — | — | — | — | US91 (1 Wo.)US | Charteinstieg: 21. April 2007 feat. Justin Timberlake                                          |
| 2009 | Undertow (Timbo Remix) Shock Value II      | — | — | — | — | US100 (1 Wo.)US | Charteinstieg: 28. November 2009 feat. The Fray & Esthero                                      |

### Als Gastmusiker
| Jahr | Titel Album                          | Höchstplatzierung, Gesamtwochen, AuszeichnungChartplatzierungen (Jahr, Titel, Album, Platzierungen, Wochen, Auszeichnungen, Anmerkungen) | Höchstplatzierung, Gesamtwochen, AuszeichnungChartplatzierungen (Jahr, Titel, Album, Platzierungen, Wochen, Auszeichnungen, Anmerkungen) | Höchstplatzierung, Gesamtwochen, AuszeichnungChartplatzierungen (Jahr, Titel, Album, Platzierungen, Wochen, Auszeichnungen, Anmerkungen) | Höchstplatzierung, Gesamtwochen, AuszeichnungChartplatzierungen (Jahr, Titel, Album, Platzierungen, Wochen, Auszeichnungen, Anmerkungen) | Höchstplatzierung, Gesamtwochen, AuszeichnungChartplatzierungen (Jahr, Titel, Album, Platzierungen, Wochen, Auszeichnungen, Anmerkungen) | Anmerkungen                                                                                          |
| Jahr | Titel Album                          | DE | AT | CH | UK | US | Anmerkungen                                                                                          |
| ---- | ------------------------------------ | --- | --- | --- | --- | --- | --- |
| 1998 | Hit ’Em wit da Hee Supa Dupa Fly     | DE63 (4 Wo.)DE | — | — | UK25 (3 Wo.)UK | — | Erstveröffentlichung: 10. August 1998 Missy „Misdemeanor“ Elliott feat. Lil’ Kim, Timbaland & Motcha |
| 2001 | We Need a Resolution Aaliyah         | DE71 (9 Wo.)DE | — | CH56 (12 Wo.)CH | UK20 (6 Wo.)UK | US59 (16 Wo.)US | Erstveröffentlichung: 9. Juli 2001 Aaliyah feat. Timbaland                                           |
| 2001 | Ugly Dark Days, Bright Nights        | DE48 (9 Wo.)DE | — | CH54 (9 Wo.)CH | UK7 (11 Wo.)UK | US15 (20 Wo.)US | Erstveröffentlichung: 6. August 2001 Bubba Sparxxx feat. Timbaland                                   |
| 2006 | Promiscuous Loose                    | DE6 ×3Dreifachgold · (25 Wo.)DE | AT12 (18 Wo.)AT | CH6 (47 Wo.)CH | UK3 ×3Dreifachplatin · (23 Wo.)UK | US1 ×7Siebenfachplatin + Platin (Mastertone) · (26 Wo.)US                                                                                | Erstveröffentlichung: 25. April 2006 Nelly Furtado feat. Timbaland                                   |
| 2006 | SexyBack FutureSex/LoveSounds        | DE1 Platin · (27 Wo.)DE | AT5 (30 Wo.)AT | CH2 (44 Wo.)CH | UK1 (40 Wo.)UK | US1 ×3Dreifachplatin · (36 Wo.)US | Erstveröffentlichung: 12. August 2006 Justin Timberlake feat. Timbaland                              |
| 2006 | Wait a Minute PCD                    | DE27 (9 Wo.)DE | AT49 (5 Wo.)AT | CH41 (9 Wo.)CH | — | US28 (17 Wo.)US | Erstveröffentlichung: 26. November 2006 Pussycat Dolls feat. Timbaland                               |
| 2007 | Anonymous Special Occasion           | — | — | — | UK25 (7 Wo.)UK | US49 (12 Wo.)US | Erstveröffentlichung: 9. April 2007 Bobby Valentino feat. Timbaland                                  |
| 2007 | Ayo Technology Curtis                | DE3 Gold · (22 Wo.)DE | AT14 (22 Wo.)AT | CH2 (27 Wo.)CH | UK2 Platin · (34 Wo.)UK | US5 ×2Doppelplatin · (20 Wo.)US | Erstveröffentlichung: 31. August 2007 50 Cent feat. Justin Timberlake & Timbaland                    |
| 2008 | Elevator Mail on Sunday              | DE34 (9 Wo.)DE | AT69 (4 Wo.)AT | CH92 (1 Wo.)CH | UK20 (20 Wo.)UK | US16 Platin · (13 Wo.)US | Erstveröffentlichung: 12. Februar 2008 Flo Rida feat. Timbaland                                      |
| 2008 | 4 Minutes Hard Candy                 | DE1 Platin · (31 Wo.)DE | AT2 (32 Wo.)AT | CH1 (48 Wo.)CH | UK1 Platin · (29 Wo.)UK | US3 ×2Doppelplatin · (20 Wo.)US | Erstveröffentlichung: 17. März 2008 Madonna feat. Justin Timberlake & Timbaland                      |
| 2008 | Dangerous MP3                        | DE32 (9 Wo.)DE | — | CH28 (12 Wo.)CH | — | — | Erstveröffentlichung: 22. März 2008 M. Pokora feat. Timbaland & Sebastian                            |
| 2008 | Return the Favor In a Perfect World… | DE21 (9 Wo.)DE | AT25 (6 Wo.)AT | — | UK19 (10 Wo.)UK | — | Erstveröffentlichung: 7. Oktober 2008 Keri Hilson feat. Timbaland                                    |
| 2009 | Give It Up to Me She Wolf            | — | — | — | — | US29 (11 Wo.)US | Erstveröffentlichung: 19. Oktober 2009 Shakira feat. Lil Wayne & Timbaland                           |
| 2010 | Get Involved A Man’s Thoughts        | DE35 (8 Wo.)DE | — | — | — | — | Erstveröffentlichung: 29. Januar 2010 Ginuwine feat. Timbaland & Missy Elliott                       |
| 2011 | Fascinated –                         | — | — | — | — | — | Erstveröffentlichung: 2011 FreeSol feat. Timbaland & Justin Timberlake                               |
| 2012 | Amnesia –                            | — | — | — | — | — | Erstveröffentlichung: 23. Januar 2012 Ian Carey feat. Timbaland & Brasco                             |
| 2012 | Not All About the Money SWAGG        | DE29 (14 Wo.)DE | AT32 (4 Wo.)AT | CH7 (9 Wo.)CH | — | — | Erstveröffentlichung: 15. Juni 2012 Timati & La La Land feat. Timbaland & Grooya                     |
| 2018 | Too Much Icarus Falls                | — | — | — | UK79 (1 Wo.)UK | — | Erstveröffentlichung: 2. August 2018 Zayn feat. Timbaland                                            |
| 2019 | 10 Bands ADHD                        | — | — | — | — | — | Erstveröffentlichung: 11. Juli 2019 Joyner Lucas feat. Timbaland                                     |

## Produktionen (Auswahl)
| Jahr | Titel Album               | Höchstplatzierung, Gesamtwochen, AuszeichnungChartplatzierungen (Jahr, Titel, Album, Platzierungen, Wochen, Auszeichnungen, Anmerkungen) | Höchstplatzierung, Gesamtwochen, AuszeichnungChartplatzierungen (Jahr, Titel, Album, Platzierungen, Wochen, Auszeichnungen, Anmerkungen) | Höchstplatzierung, Gesamtwochen, AuszeichnungChartplatzierungen (Jahr, Titel, Album, Platzierungen, Wochen, Auszeichnungen, Anmerkungen) | Höchstplatzierung, Gesamtwochen, AuszeichnungChartplatzierungen (Jahr, Titel, Album, Platzierungen, Wochen, Auszeichnungen, Anmerkungen) | Höchstplatzierung, Gesamtwochen, AuszeichnungChartplatzierungen (Jahr, Titel, Album, Platzierungen, Wochen, Auszeichnungen, Anmerkungen) | Anmerkungen                                |
| Jahr | Titel Album               | DE | AT | CH | UK | US | Anmerkungen                                |
| ---- | ------------------------- | --- | --- | --- | --- | --- | ------------------------------------------ |
| 2004 | Who Is She 2 U Afrodisiac | — | — | — | UK50 (3 Wo.)UK | US85 (4 Wo.)US | Erstveröffentlichung: 27. Juli 2004 Brandy |

| - 50 Cent – Ayo Technology - 702 – Steelo (Timbaland Remix) - Aaliyah – One in a Million, Are You That Somebody?, We Need a Resolution, Try Again u. a. - Alicia Keys – Heartburn - Ashlee Simpson – Outta My Head (Ay Ya Ya), Rulebreaker, Ragdoll, Bittersweet World u. a. - Beyoncé – Drunk in Love, Blow, Partition, Rocket, Grown Women - Björk – Earth Intruders, Innocence, Hope - The Black Eyed Peas – My Style - Bobby Valentino – Anonymous, Rearview (Ridin’) - Brandy – Afrodisiac, Drum Life, Meet in tha Middle, Symphony u. a. - Bubba Sparxxx – Ugly, Lovely, Twerk a Little, Deliverance u. a. - Busta Rhymes – Get Down - CeeLo Green – I’ll Be Around - Chad Kroeger – Tomorrow in a Bottle - Chingy – Let Me Luv U - Chris Cornell – Part of Me, Ground Zero, Long Gone, Scream u. a. - Drake – Say Something - DJ Felli Fel – Intro - Duran Duran – Nite Runner, Skin Divers, Zoom In - Destiny’s Child – Get on the Bus, Say My Name (Timbaland Remix) - Fabolous – Make Me Better (feat. Ne-Yo), Right Now & Later On - Fall Out Boy – One and Only - Flo Rida – Elevator - Ginuwine – Pony, What’s So Different? u. a. - Jadakiss – They Ain’t Ready, Nasty Girl - Janet Jackson – Go Deep (Remix) - John Doe – Hoe Man, Rollin’ - JoJo – Lose Control - Jacki-O – Nookie, Slow Down - Jay-Z – Big Pimpin’, Dirt Off Your Shoulder, Nigga What, Nigga Who (Originator ’99), The Bounce u. a. - Jennifer Lopez – He’ll Be Back - Justin Timberlake – Cry Me a River, (Oh No) What You Got, SexyBack, My Love (feat. T.I.), Summer Love, Carry Out u. a. - Katy Perry – If We Ever Meet Again - Keri Hilson – In a Perfect World, Scream (feat. Nicole Scherzinger), Return the Favour, How Does It Feel, Control Me, The One I Love (feat. D.O.E) | - Lil’ Kim – The Jump Off, Money Talks - Limp Bizkit – Re-Arranged (Timbaland Remix) - LL Cool J – Headsprung - Lloyd Banks – I’m So Fly, My House - Ludacris – Rollout (My Business), The Potion - Madonna – Hard Candy, Miles Away, 4 Minutes u. a. - Michael Jackson – Loving You, Do You Know Where Your Children Are - Miley Cyrus – We Belong to the Music - Missy Elliott – One Minute Man, She’s a Bitch, Work It, Gossip Folks, The Rain (Supa Dupa Fly) u. a. - M. Pokora – Dangerous, Catch Me If You Can, No Me Without You, Why Do You Cry - Nelly Furtado – Maneater, Promiscuous, Turn Off the Light (Remix), Say It Right, Morning After Dark u. a. - Nicole Scherzinger – Scream (feat. Keri Hilson) - Omarion – Ice Box, Beg for It - OneRepublic – Apologize (Version feat. Timbaland), Marchin’ On (Version feat. Timbaland) - Obie Trice – Cheers, Bad Bitch - Petey Pablo – I, I Told Y’all, Raise Up - P. Diddy – After Love - Pastor Troy – Are We Cuttin, Tell 'Em It’s On - Redman – Put It Down - Rihanna – Sell Me Candy, Lemme Get That, Rehab - Sebastian – Tomorrow in the Bottle, Can You Feel It u. a. - Seventeen - Damage (Hoshi Solo) - Sisqó – Pop That, Really Real - Snoop Dogg – Snoop Dogg (What’s My Name, Pt. 2), Set It Off, Get a Light - Slum Village – Disco - Shawnna – Shake That Shit - SoShy – Morning After Dark - The Game – Put You on the Game - Truth Hurts – Real - The Hives – Throw It on Me - Pussycat Dolls – Wait a Minute - TLC – Dirty Dirty - Tweet – Oops (Oh My), Call Me - Utada – By Your Side - Xzibit – Hey Now (Mean Muggin’) - Young Jeezy – 3 A.M. |

## Promoveröffentlichungen
Promo-Singles
- 1997: Luv 2 Luv U (Remix) (mit Magoo feat. Shaunta & Playa)
- 2001: Drop (mit Magoo feat. Fatman Scoop)
- 2001: All Y’all (mit Magoo feat. Tweet & Sebastian)
- 2003: Indian Flute (mit Magoo feat. Sebastian & Raje Shwari)

## Statistik

### Chartauswertung
|                     | DE    | AT    | CH    | UK    | US    |
| ------------------- | ----- | ----- | ----- | ----- | ----- |
| Nummer-eins-Alben   | DE—DE | AT1AT | CH—CH | UK—UK | US—US |
| Top-10-Alben        | DE1DE | AT1AT | CH2CH | UK1UK | US1US |
| Alben in den Charts | DE3DE | AT2AT | CH2CH | UK3UK | US6US |

|                       | DE     | AT     | CH     | UK     | US     |
| --------------------- | ------ | ------ | ------ | ------ | ------ |
| Nummer-eins-Singles   | DE3DE  | AT1AT  | CH2CH  | UK4UK  | US3US  |
| Top-10-Singles        | DE11DE | AT7AT  | CH9CH  | UK11UK | US7US  |
| Singles in den Charts | DE23DE | AT17AT | CH20CH | UK21UK | US25US |

### Auszeichnungen für Musikverkäufe
| Land/RegionAuszeichnungen für Musikverkäufe (Land/Region, Auszeichnungen, Verkäufe, Quellen) | Silber       | Gold         | Platin         | Diamant       | Verkäufe    | Quellen                                                   |
| -------------------------------------------------------------------------------------------- | ------------ | ------------ | -------------- | ------------- | ----------- | --------------------------------------------------------- |
| Australien (ARIA)                                                                            | —            | 5× Gold5     | 64× Platin64   | —             | 4.645.000   | aria.com.au                                               |
| Belgien (BRMA)                                                                               | —            | 11× Gold11   | 2× Platin2     | —             | 320.000     | ultratop.be                                               |
| Brasilien (PMB)                                                                              | —            | 5× Gold5     | 21× Platin21   | 12× Diamant12 | 3.880.000   | pro-musicabr.org.br                                       |
| Dänemark (IFPI)                                                                              | —            | 12× Gold12   | 32× Platin32   | —             | 1.023.000   | ifpi.dk                                                   |
| Deutschland (BVMI)                                                                           | —            | 16× Gold16   | 21× Platin21   | —             | 9.350.000   | musikindustrie.de                                         |
| Europa (IFPI)                                                                                | —            | —            | Platin1        | —             | (1.000.000) | ifpi.org (Memento vom 1. Januar 2014 im Internet Archive) |
| Finnland (IFPI)                                                                              | —            | —            | 4× Platin4     | —             | 152.146     | ifpi.fi                                                   |
| Frankreich (SNEP)                                                                            | Silber1      | 4× Gold4     | —              | —             | 754.000     | infodisc.fr snepmusique.com                               |
| Griechenland (IFPI)                                                                          | —            | —            | Platin1        | —             | 20.000      | Einzelnachweise                                           |
| Irland (IRMA)                                                                                | —            | —            | 3× Platin3     | —             | 45.000      | irishcharts.ie                                            |
| Italien (FIMI)                                                                               | —            | 10× Gold10   | 9× Platin9     | —             | 986.600     | fimi.it                                                   |
| Japan (RIAJ)                                                                                 | —            | 2× Gold2     | 3× Platin3     | —             | 950.000     | riaj.or.jp                                                |
| Kanada (MC)                                                                                  | —            | 3× Gold3     | 82× Platin82   | —             | 6.317.000   | musiccanada.com                                           |
| Mexiko (AMPROFON)                                                                            | —            | 5× Gold5     | 6× Platin6     | 2× Diamant2   | 1.010.000   | amprofon.com.mx                                           |
| Neuseeland (RMNZ)                                                                            | —            | 11× Gold11   | 35× Platin35   | —             | 1.032.500   | aotearoamusiccharts.co.nz NZ2 NZ3                         |
| Norwegen (IFPI)                                                                              | —            | 2× Gold2     | 7× Platin7     | —             | 185.000     | ifpi.no                                                   |
| Österreich (IFPI)                                                                            | —            | 4× Gold4     | 3× Platin3     | —             | 145.000     | ifpi.at                                                   |
| Polen (ZPAV)                                                                                 | —            | 3× Gold3     | 6× Platin6     | —             | 210.000     | olis.pl                                                   |
| Portugal (AFP)                                                                               | —            | 2× Gold2     | 3× Platin3     | —             | 40.000      | Einzelnachweise                                           |
| Russland (NFPF)                                                                              | —            | —            | 3× Platin3     | —             | 60.000      | 2m-online.ru                                              |
| Schweden (IFPI)                                                                              | —            | 6× Gold6     | 12× Platin12   | —             | 640.000     | sverigetopplistan.se                                      |
| Schweiz (IFPI)                                                                               | —            | 3× Gold3     | 9× Platin9     | —             | 320.000     | hitparade.ch                                              |
| Singapur (RIAS)                                                                              | —            | Gold1        | —              | —             | 5.000       | rias.org.sg                                               |
| Spanien (Promusicae)                                                                         | —            | 7× Gold7     | 13× Platin13   | —             | 580.000     | elportaldemusica.es promusicae.es                         |
| Südkorea (KMCA)                                                                              | —            | —            | —              | —             | 157.323     | Einzelnachweise                                           |
| Ungarn (MAHASZ)                                                                              | —            | Gold1        | —              | —             | 3.000       | slagerlistak.hu                                           |
| Vereinigte Staaten (RIAA)                                                                    | —            | 8× Gold8     | 88× Platin88   | Diamant1      | 112.210.000 | riaa.com                                                  |
| Vereinigtes Königreich (BPI)                                                                 | 9× Silber9   | 6× Gold6     | 38× Platin38   | —             | 26.427.000  | bpi.co.uk                                                 |
| Insgesamt                                                                                    | 10× Silber10 | 127× Gold127 | 466× Platin466 | 15× Diamant15 |             |                                                           |